# Seaxburh
Pour l'abbesse d'Ely, voir Sexburge d'Ely.
Seaxburh est la femme du roi Cenwalh de Wessex, qui règne de 643 à 672. Après sa mort, elle gouverne elle-même le pays jusqu'en 674. Elle est la seule femme mentionnée dans les différentes liste de rois anglo-saxons.
Il est possible qu'elle soit la même Seaxburh que celle qui épousa le roi Earcombert de Kent ; dans ce cas elle serait la fille d'Anna d'Est-Anglie et la sœur d'Æthelthryth. Elle serait alors devenue abbesse après la mort de Cenwalh.